# الحركة المسرحية في الكويت (كتاب)
يدور موضوع كتاب الحركة المسرحية في الكويت من تأليف محمد حسن عبد الله حول تاريخ المسرح الكويتي وتطرق إلى بعض رواد المسرح مثل محمد الرشود ومحمد النشمي وحول بداية نشأة المسرح الكويتي وإنشاء فرق المسارح مثل فرقة المسرح الشعبي وفرقة المسرح العربي وفرقة المسرح الكويتي وفرقة مسرح الخليج العربي.

## جزء من مقدمة الكتاب
جزء من مقدمة الكتاب المذيلة بتوقيع مجلس إدارة مسرح الخليج العربي 25/2/1986

## المرجع
- كتاب الحركة المسرحية في الكويت - تأليف محمد حسن عبدالله - الطبعة الثانية - الناشر مسرح الخليج العربي - 1986